# Michail Petrovič Dolgorukov
Il principe Michail Petrovič Dolgorukov, in russo Михаил Петрович Долгоруков? (18 novembre 1780 – Iisalmi, 15 ottobre 1808), è stato un generale e nobile russo.

## Biografia

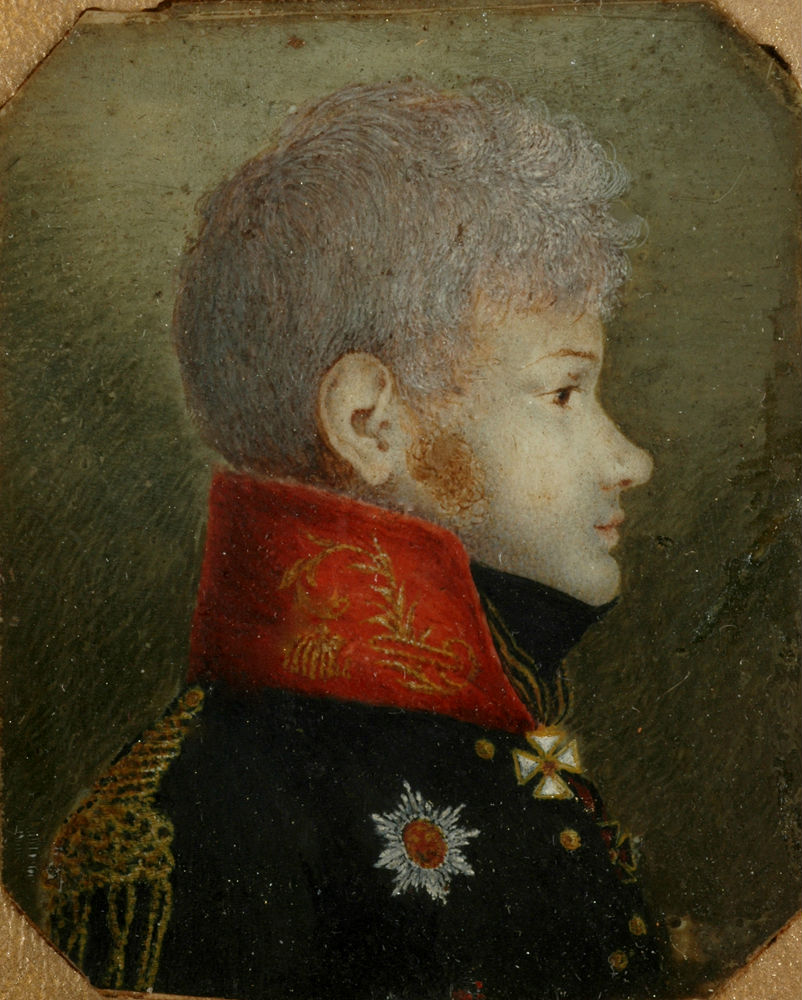
Profilo del principe Dolgorukov, giovane ufficiale

Figlio del maggiore generale Pëtr Petrovič Dolgorukov e di sua moglie, Anastasija Simonovna Lapteva, era fratello dei generali Pëtr Petrovič Dolgorukov (1777-1806) e Vladimir Petrovič Dolgorukov.
Nel 1795 si arruolò nel reggimento di cavalleggeri di Pavlograd. All'età di sedici anni partecipò alla campagna militare nel Caucaso.
Il 23 maggio 1800 venne promosso colonnello al seguito dello zar. Nello stesso anno, il diciannovenne principe venne inviato a Parigi al seguito del generale di fanteria di Sprengtporten. La bellezza del principe Michele, la sua mente acuta e curiosa e la cortesia nei suoi modi lo aiutarono a conquistare l'attenzione delle prime donne di Francia. Anche la principessa Avdot'ja Ivanovna Golicyna si era innamorata di lui e per amore arrivò a chiedere il divorzio dal marito, il principe Golicyn, ma questi non glielo concesse e lei per tutta risposta fuggì col giovane ufficiale col quale convisse diversi anni.
Secondo le memorie del suo parente, Vladimir Petrovič Tolstoj, il principe Dolgorukov era innamorato della granduchessa Ekaterina Pavlovna ed era da lei ricambiato, al punto che lo zar Alessandro si disse soddisfatto di questa possibile unione e giunse a scrivere alla madre del giovane principe. Nel 1801 Dolgorukov tornò a San Pietroburgo d'urgenza dal momento che, dopo l'assassinio di Paolo I, venne nominato aiutante di campo del nuovo zar Alessandro I, il quale poi gli consentì di portarsi all'estero e di viaggiare per la propria cultura in Germania, Inghilterra, Francia, Italia, Spagna, Isole Ionie, Morea e Costantinopoli.
Nel 1805, tornò in Russia passando per Odessa, poco prima dell'inizio della campagna militare in Moravia. Prese parte alla battaglia di Austerlitz dove venne ferito al petto con una profonda ferita, motivo per cui gli venne assegnata la spada d'oro al coraggio e poi, il 12 gennaio 1806, l'ordine di San Giorgio di IV classe.
Come capo del reggimento dragoni della Curlandia, prese parte a quasi tutte le battaglie contro i francesi nel 1806 e nel 1807.
Il 14 dicembre 1806 si distinse nella battaglia di Pultusk a seguito della quale ricevette la III classe dell'Ordine di San Vladimir e l'8 giugno 1807 gli venne conferita la III classe dell'Ordine di San Giorgio.
Il 9 aprile 1807 venne nominato aiutante generale e venne insignito della I classe dell'Ordine di Sant'Anna. Re Federico Guglielmo III di Prussia gli conferì la I classe dell'Ordine dell'Aquila Rossa.

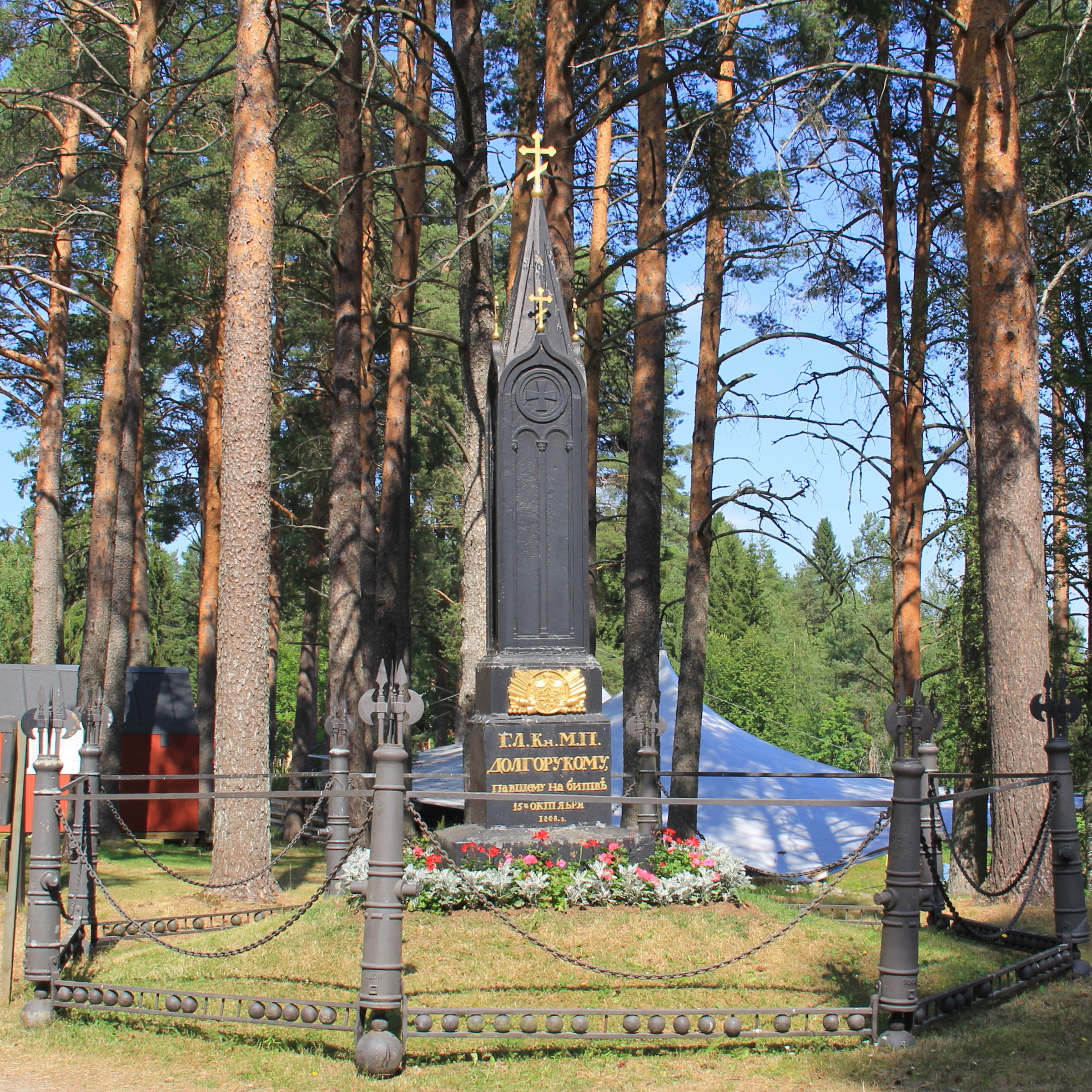
Monumento commemorativo al generale Dolgorukov presso Iisalmi

Nel corso delle ostilità contro gli svedesi, venne nominato capo delle truppe russe operanti in Finlandia all'interno del corpo d'armata del generale N. A. Tučkov. Nel corso della battaglia di Koljonvirta (nei pressi di Iisalmi), notando la ritirata delle sue truppe di fronte al nemico, si precipitò a cavallo e spronò i suoi uomini a seguirlo con l'idea di ristabilire l'ordine tra le file dei suoi soldati, ma venne colpito in pieno da una palla di cannone nemica e ucciso all'istante. Il suo collega Ivan Petrovič Liprandi disse a tal proposito: "Il principe indossava una redingote aperta sul davanti, con la croce di san Giorgio al collo e la sciabola portata al fianco... era una bella giornata autunnale. Camminavamo in discesa sul lato sinistro della strada... Improvvisamente abbiamo udito un colpo di cannone e in un attimo il principe era caduto in una fossa... Il conte Tolstoj e io ci siamo subito precipitati su di lui... Era sdraiato di schiena e il suo bel viso non era mutato, ma una palla di cannone da tre libbre aveva colpito la sua mano sinistra e gli aveva perforato completamente la vita".
Venne sepolto nel monastero di Sant'Aleksandr Nevskij accanto a suo fratello Pëtr, morto nel dicembre del 1806. Alessandro I e l'alta società russa dell'epoca piansero amaramente la scomparsa del giovane generale e, in segno di lutto, lo zar cancellò tutte le rappresentazioni teatrali previste al teatro di corte per il periodo del lutto previsto.